# Jože Zupan (1909)
Jože Zupan, slovenski igralec, * 25. avgust 1909, Ljubljana, † 13. november 1980, Ljubljana.
Rodil se je očetu Jožefu in materi Mariji (roj. Šega). Zupan je leta 1947 postal član ljubljanske Drame. Kot izrazit karakterni igralec je nastopil tudi v številnih celovečernih filmih ter televizijskih vlogah, kot interpret v radijskih igrah ter kot recitator na recitalih.

## Vloge v celovečernih filmih
- Na svoji zemlji, 1948
- Trst, 1951
- Tri zgodbe, 1955
- Družinski dnevnik, 1961
- Minuta za umor, 1962
- Tistega lepega dne, 1962
- Samorastniki, 1963
- Zarota, 1964
- Lucija, 1965
- Po isti poti se ne vračaj, 1965
- Amandus, 1966
- Grajski biki, 1967
- Kekčeve ukane, 1968
- Onkraj, 1970
- Rdeče klasje, 1970
- Pastirci, 1973
- Let mrtve ptice, 1973
- Cvetje v jeseni, 1973
- Čudoviti prah, 1975

## Nagrade
- Nagrada Prešernovega sklada, 1971 - za vlogo Martina v Bevk–Grabnarjevi TV drami Kaplan Martin Čedermac